# Клёнов, Пётр Семёнович
Пётр Семёнович Клёнов (1894—1942) — советский военачальник, генерал-лейтенант (1940).

## Биография
Родился 21 февраля (4 марта) 1894 года в Саратове. Русский. Из крестьян (по другим данным, из служащих). Окончил начальное городское училище и торговую школу. Экстерном выдержал экзамен за пять классов гимназии. С лета 1907 года работал в Саратове конторщиком в страховом обществе, письмоводителем в банке.
В сентябре 1915 года призван в Русскую императорскую армию. Служил рядовым в 168-м запасном полку. С января по май 1916 года учился в Оренбургской школе прапорщиков  или в Владимирском пехотном училище. С мая того же года — младший офицер 92-го запасного стрелкового полка (Саратов). С сентября 1916 года воевал на Юго-Западном фронте — начальник школы гранатометания 1-й Туркестанской стрелковой дивизии. В декабре 1917 года штабс-капитан П. С. Клёнов был демобилизован, вернулся в Саратов, работал инструктором спорта в яхт-клубе.
В августе 1918 года был мобилизован в Красную Армию, назначен инструктором физической подготовки в Саратовском, затем в Астраханском губернских военных комиссариатах. С февраля 1919 года воевал в 45-м стрелковом полку командиром роты, командиром батальона, помощником командира и командиром полка. С декабря 1919 года — командир 3-й бригады 5-й стрелковой дивизии, начальник штаба и командир 15-й стрелковой бригады, с ноября 1920 года временно исполнял должность начальника 5-й стрелковой дивизии. Воевал на Восточном фронте против армий А. В. Колчака в 1919 году, в том числе в Бугурусланской, Сарапуло-Воткинской, Пермской, Екатеринбургской, Челябинской, Петропавловской, Омской наступательных операциях. В апреле 1920 года с дивизией переброшен в состав Западного фронта, где участвовал в операциях советско-польской войны 1920 года.

## Mежвоенный период
После Гражданской войны продолжил службу в РККА, в ноябре 1921 года назначен командиром 55-й отдельной стрелковой бригады Западного фронта. С мая по сентябрь 1922 — командир 2-й пограничной дивизии. В 1922 году направлен учиться на Высшие академические курсы при Военной академии РККА.
В мае 1923 года стал командиром 21-й Пермской стрелковой дивизии. С июля 1923 года — начальник Киевской военно-инженерной школы. С ноября 1924 года — начальник Киевской военной школы связи имени М. И. Калинина. В 1930 году окончил Курсы усовершенствования высшего начсостава при Военной академии РККА имени М. В. Фрунзе. С мая 1930 года — командир 31-й Сталинградской стрелковой дивизии в Приволжском военном округе. Член ВКП(б) с 1931 года.
С января 1934 года находился на преподавательской работе в Военной академии РККА имени М. В. Фрунзе: руководитель тактики, с апреля 1934 — руководитель кафедры общей тактики, с июня 1935 — врид начальника 3-го факультета. С января 1936 года — заместитель начальника штаба Приволжского военного округа, с марта 1938 — начальник штаба того же округа. В 1939 году окончил Академию Генерального штаба РККА. С июля 1940 года — начальник штаба Прибалтийского Особого военного округа.

## Великая Отечественная война, арест и расстрел

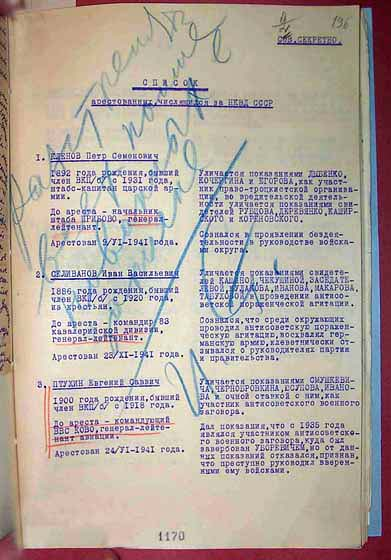
Заглавная страница «расстрельного» списка с именем П. С. Клёнова и наложенной личной резолюцией И. В. Сталина: «Расстрелять всех поименованных в записке. И. Ст.»

С 22 июня 1941 года — начальник штаба Северо-Западного фронта. В первые дни войны фронт потерпел жестокое поражение от немецкой группы армий «Север» в Прибалтийской стратегической оборонительной операции. 1 июля 1941 года был отстранён от должности. Арестован 11 июля 1941. По данным НКВД СССР, «уличался показаниями ДЫБЕНКО, КОЧЕРГИНА и ЕГОРОВА, как участник право-троцкистской организации, во вредительской деятельности уличается показаниями свидетелей РУБЦОВА, ДЕРЕВЯНКО, КАШИРСКОГО и КОРЕНОВСКОГО. Сознался в проявлении бездеятельности в руководстве войсками округа.»
13 февраля 1942 постановлением Особого совещания при НКВД СССР с санкции И. В. Сталина приговорён к высшей мере наказания. Расстрелян 23 февраля 1942. Реабилитирован Определением Военной коллегии Верховного Суда СССР от 9 июня 1956.
Был награждён орденом Красного Знамени (22.02.1941) и медалью «XX лет Рабоче-Крестьянской Красной Армии» (1938).

## Воинские звания
- комбриг — 5 декабря 1935 года
- комдив — 15 июля 1938 года
- генерал-лейтенант — 4 июня 1940 года